# Red (Taylor’s Version)
Red (Taylor’s Version) – drugi album reedycji nagrany przez amerykańską piosenkarkę i autorkę tekstów Taylor Swift. Wydany przez Republic Records 12 listopada 2021 roku, stanowi część działań Swift przeciwko kupnie praw do jej katalogu przez inny podmiot. Album jest reedycją czwartego albumu studyjnego Swift, Red (2012) i jest kontynuacją pierwszej reedycji, Fearless (Taylor’s Version) (2021).

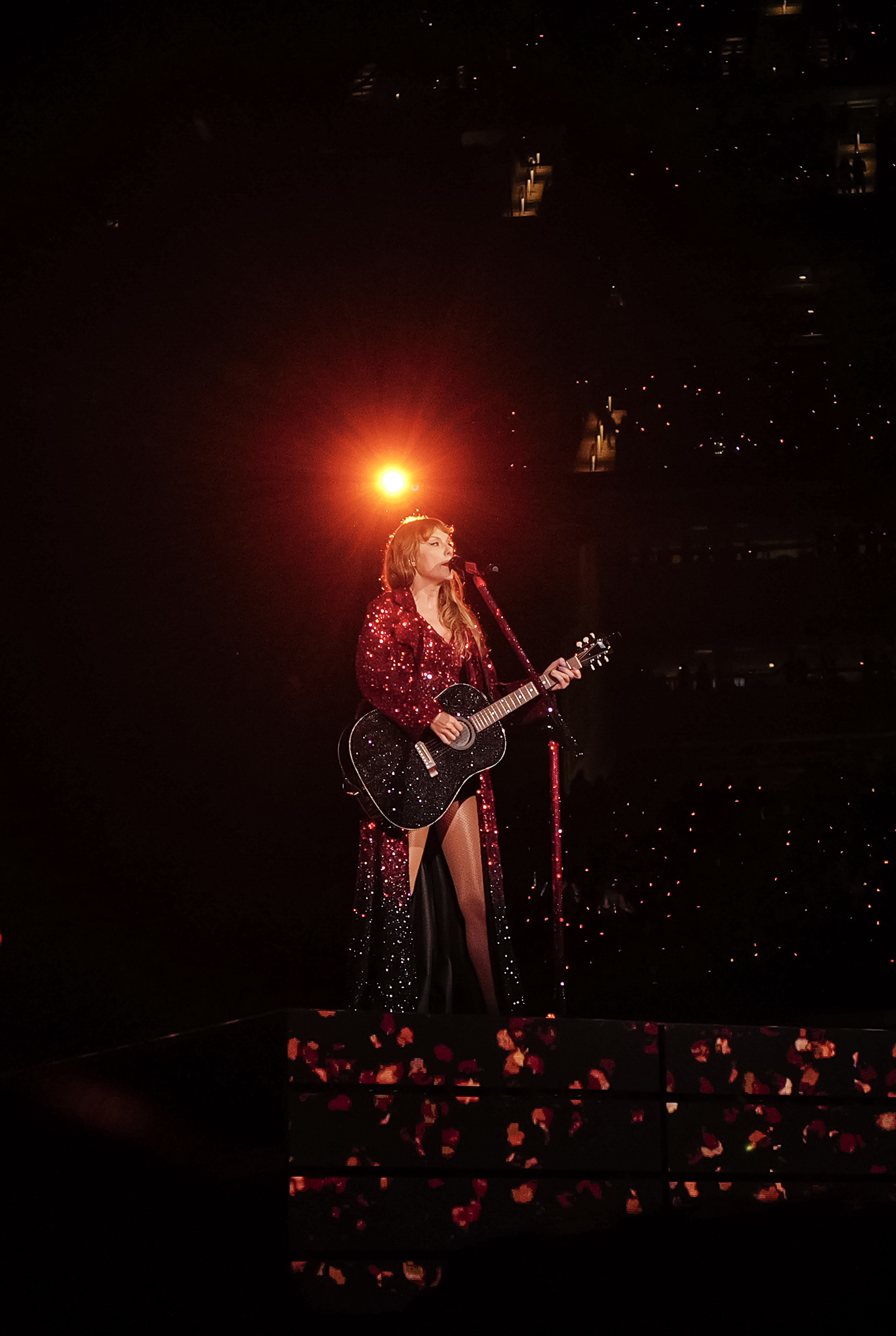
Taylor Swift podczas koncertu z trasy The Eras Tour

## Certyfikaty i sprzedaż
| Kraj                         | Certyfikat         | Sprzedaż |
| ---------------------------- | ------------------ | -------- |
| Australia (ARIA)             | platynowa płyta    | 70 000+  |
| Austria (IFPI Austria)       | złota płyta        | 7 500+   |
| Brazylia (Pro-Música Brasil) | 3× platynowa płyta | 120 000+ |
| Dania (IFPI Danmark)         | platynowa płyta    | 20 000+  |
| Francja (SNEP)               | złota płyta        | 50 000+  |
| Hiszpania (Promusicae)       | złota płyta        | 20 000+  |
| Kanada (MC)                  | 3× platynowa płyta | 240 000+ |
| Nowa Zelandia (RMNZ)         | 2× platynowa płyta | 30 000+  |
| Polska (ZPAV)                | platynowa płyta    | 30 000+  |
| Portugalia (AFP)             | złota płyta        | 7 500+   |
| Wielka Brytania (BPI)        | platynowa płyta    | 300 000+ |
| Włochy (FIMI)                | złota płyta        | 25 000+  |